# Genia Lapuhs
Genia Lapuhs, eigentlich Ingeborg Lapuhs, (* 8. Januar 1925 in Potsdam; † 21. April 2018) war eine deutsche Schauspielerin und Hörspielsprecherin.

## Leben
Lapuhs erhielt Schauspielunterricht bei Lyda Salmonova-Wegener am Schauspielstudio Wegener in Berlin. Als Theaterschauspielerin trat sie unter anderem am Hans Otto Theater in Potsdam auf. Hauptsächlich war sie jedoch als freischaffende Schauspielerin und Kabarettistin tätig.
Bei der DEFA war Lapuhs als Charakterdarstellerin in zahlreichen Filmen zu sehen; häufig spielte sie dabei kleinere Rollen und zeichnete Frauenporträts mit Berliner Lokalkolorit. In der Literaturverfilmung Kleiner Mann – was nun? (1967) spielte sie die kleine Rolle der Vermieterin. Beim Fernsehen der DDR hatte sie Hauptrollen in Fernsehfilmen; mehrfach spielte sie komische Rollen in Lustspielen und DDR-Schwänken. Mit komischen Rollen ist sie auch auf Schallplatten dokumentiert, so neben Ingeborg Krabbe und Werner Troegner auf der Comedy-LP Spaß am Spaß. In den 1980er Jahren war sie ständiger Gast in der Fernsehsendung Bei Pfeiffers ist Ball.
Zu Beginn ihrer Filmkarriere wirkte sie in mehreren humoristischen Kurzfilmen aus der Stacheltier-Reihe mit, so als Stenotypistin in dem Stacheltier-Film Modenschau-Erliches (1953), in Ein Polterabend (1954/1955) und Der Fischer un sine Fru (1955); im letztgenannten Film spielte sie, an der Seite von Fritz Schlegel, der den Schlachtermeister verkörperte, dessen Ehefrau, das Kathrinchen.
Lapuhs war neben ihrer Filmtätigkeit umfangreich als Hörspielsprecherin tätig: In den 1960er und 1970er Jahren wirkte sie bei der Schallplattenfirma Litera in mehreren Märchenhörspielen mit, die als Schallplatten erschienen. Sie sprach unter anderem die Königin in Schneewittchen (1963), den Hasen in Schneeweißchen und Rosenrot (1963), den Fuchs in Der Fuchs und die Katze (1969) sowie Katze und Küstersfrau in Von Einem, der auszog, das Fürchten zu lernen (1966). Weitere Hörspielrollen waren die Cora Munroe in Der letzte Mohikaner (1967) und der Papagei in Die Schatzinsel (1966). 1980 wirkte sie bei dem Schallplattenlabel Amiga in dem Kinderhörspiel mit Musik Der Traumzauberbaum als Moosmutzel mit.
1963 wirkte sie in einer Hörspielfassung von Berlin Alexanderplatz mit; 1964 gehörte sie zur Besetzung des Kriminalhörspiels Brennpunkt Autowolf von Horst Girra (1920–1972). 1975 sprach sie beim Rundfunk der DDR die Frau Molle in einer Hörspielfassung des Romans Das kunstseidene Mädchen.
Gelegentlich arbeitete Genia Lapuhs auch als Synchronsprecherin, so 1971 in der DDR-Synchronfassung zu dem sowjetischen Märchenfilm Die schöne Warwara; sie lieh ihre Stimmenrolle der alten Wesseluschka.

## Filmografie (Auswahl)
- 1953: Das Stacheltier – Modenschau-Erliches
- 1954: Ernst Thälmann – Sohn seiner Klasse
- 1954: Pole Poppenspäler
- 1954/1955: Das Stacheltier – Ein Polterabend
- 1955: Das Stacheltier – Der Fischer un sine Frau
- 1955: Ein Polterabend
- 1958: Meine Frau macht Musik
- 1965: Berlin bleibt Berlin (TV-Revue)
- 1966: Lebende Ware
- 1967: Kleiner Mann – was nun?
- 1969: Hauptmann Florian von der Mühle
- 1970: Jeder stirbt für sich allein (Fernsehfilm, 3 Teile)
- 1972: Die Mitternachtsfalle
- 1973: Reizende Ferien
- 1974: Alle Haare wieder
- 1974: Hallo Taxi (Fernsehfilm)
- 1976: Maxe Baumann: Ferien ohne Ende
- 1986: Zahn um Zahn – Die Praktiken des Dr. Wittkugel (Fernsehserie)
- 1990: Klein, aber Charlotte (Fernsehserie)

## Theater
- 1961: Autorenkollektiv: Ohne Weinzwang – Regie: Kurt Rackelmann (Berliner Lachbrett)

## Hörspiele
- 1963: Alfred Döblin: Berlin Alexanderplatz – Regie:Hans Knötzsch (Hörspiel – Rundfunk der DDR)
- 1963: Brüder Grimm: Schneewittchen (Königin) – Regie: Karl-Heinz Möbius (Kinderhörspiel – Litera)
- 1963: Brüder Grimm: Schneeweißchen und Rosenrot (Hase) – Regie: Karl-Heinz Möbius (Kinderhörspiel – Litera)
- 1964: Georg W. Pijet: Mietskaserne – Regie: Fritz-Ernst Fechner (Hörspiel – Rundfunk der DDR)
- 1964: Ephraim Kishon: Der Blaumilchkanal (Sekretärin) – Regie: Helmut Hellstorff (Hörspiel – Rundfunk der DDR)
- 1964: William Shakespeare: Macbeth (Hexe) – Regie: Fritz Göhler (Hörspiel – Rundfunk der DDR)
- 1966: Brüder Grimm: Von einem, der auszog, das Fürchten zu lernen (Küstersfrau/Katze) – Regie: Werner Schurbaum (Kinderhörspiel – Litera)
- 1967: Klaus Beuchler: Alltag eines Arztes (Sekretärin) – Regie: Uwe Haacke (Hörspiel – Rundfunk der DDR)
- 1967: James Fenimore Cooper: Der letzte Mohikaner (Cora) – Regie: Dieter Scharfenberg (Hörspiel – Litera)
- 1968: Horst Girra: Brennpunkt Autowolf – Regie: Joachim Gürtner (Kriminalhörspiel aus der Reihe Spuren, Teil 6 – Rundfunk der DDR)
- 1969: Brüder Grimm: Der Fuchs und die Katze (Fuchs) – Regie: Werner Schurbaum (Kinderhörspiel – Litera)
- 1973: Wilhelm Hampel: Zwecks Freizeitsgestaltung (Postbotin) – Regie: Joachim Gürtner (Hörspielreihe: Neumann, zweimal klingeln – Rundfunk der DDR)
- 1973: Gisela Richter-Rostalski: Denkt lieber an Ewald (Monikas Mutter) – Regie: Manfred Täubert (Kinderhörspiel – Rundfunk der DDR)
- 1974: Giorgio Bandini: Der verschollene Krieger (Frauenstimme) – Regie: Peter Groeger (Hörspiel – Rundfunk der DDR)
- 1975: Irmgard Keun: Das kunstseidene Mädchen (Frau Molle) – Regie: Wolfgang Brunecker (Hörspiel – Rundfunk der DDR)
- 1979: Imma Lüning: Die nächtliche Reise (Gardine) – Regie: Christa Kowalski (Kinderhörspiel aus der Reihe: Geschichten aus dem Hut – Rundfunk der DDR)
- 1980: Reinhard Lakomy & Monika Ehrhardt: Der Traumzauberbaum (Moosmutzel) – Regie: Siegbert Schneider, Christel und Uli Wiemer (Kinderhörspiel, VEB Deutsche Schallplatten Berlin)